# Le Train mongol
Pour plus de détails, voir Fiche technique et Distribution.
Le Train mongol, également connu sous le titre L'Express bleu (Голубой экспресс), est un film dramatique muet soviétique réalisé par Ilia Trauberg et sorti en 1929.

## Synopsis
La Chine dans les années 1920 : un train express qui doit transporter des voyageurs vers l'Union soviétique attend son départ. Comme dans la réalité de la société, les passagers du train sont divisés en trois classes : en première classe, accompagné des honneurs militaires, voyage l'envoyé britannique ; avec lui, des missionnaires, des diplomates, des entrepreneurs. Dans les compartiments de la deuxième classe se trouvent des représentants de commerce, des bourgeois et des érudits. Les simples ouvriers doivent se contenter de la troisième classe.
C'est là qu'un frère et une sœur se sont installés. Deux Européens de l'Ouest s'en prennent bientôt à la jeune fille : des compagnons bruts qui deviennent rapidement importuns, jusqu'à ce qu'une rixe éclate, au cours de laquelle la jeune fille trouve la mort. La dispute tourne finalement à la révolte lorsque des coolies se soulèvent contre des généraux corrompus, des exploiteurs et des trafiquants d'armes. Les soldats qui accompagnent l'ambassadeur britannique ne parviennent plus à maîtriser la situation ; un général fidèle au gouvernement cherche son salut dans une fuite audacieuse par le toit des wagons lorsque les combats s'intensifient en première classe, l'ambassadeur britannique se suicide en désespoir de cause.
Les fonctionnaires chinois tentent encore de diriger le train vers une voie d'évitement, mais la solidarité des travailleurs du rail fait échouer cette tentative. À la fin, le train libéré par la classe ouvrière sort du cadre dans un plan audacieux, à la verticale, vers un avenir révolutionnaire.

## Fiche technique
- Titre français : Le Train mongol ou L'Express bleu[1]
- Titre original russe : Голубой экспресс, Golouboï èkspress[2]
- Réalisation : Ilia Trauberg
- Scénario : Leonid Ierikhonov, Ilia Trauberg
- Photographie : Boris Khrennikov, Youri Stilianoudis
- Décors : Boris Doubrovski-Echke, Moïsseï Levine
- Société de production : Sovkino
- Pays de production :  Union soviétique
- Langue originale : russe (film muet)
- Format : noir et blanc - 1,33:1 - Muet - 35 mm
- Genre : Drame
- Durée : 62 min
- Dates de sortie: 
  - Union soviétique : 20 décembre 1929

## Distribution
- Sergueï Minine : l'envoyé britannique
- Igor Tcherniak : le secrétaire
- I. Arbenine : le missionnaire
- Iakov Goudkine : un surveillant
- Janina Jeïmo : la eune chinoise
- Ivan Saveliev : un surveillant
- Zinaïda Zanoni : Ia, Japonaise

## Production
Le film a été tourné en 1929 aux studios Sovkino de Leningrad. Le film est sorti à l'origine le 20 décembre 1929 en tant que film muet, en 1931 il a été doublé à Paris, après quoi il est sorti une deuxième fois.

## Accueil critique
Dans son catalogue du cinéma orientaliste soviétique, l'historien du cinéma Mikhaïl Soulkine a fait l'éloge du film de 1929 Le Train mongol. Il a noté que malgré sa représentation primitive des forces de classe dans la Chine des années 1920, le film est riche en métaphores et en juxtapositions de montage. L'auteur a également attiré l'attention sur le fait que le film de Trauberg a apparemment influencé le film américain de 1932 Shanghaï Express avec Marlene Dietrich, car il contient non seulement des plagiats de l'intrigue mais aussi de la composition du Train mongol.